# Week-End in Havana
Week-End in Havana (no Brasil, Aconteceu em Havana) é um filme norte-americano de comédia romântica e musical de 1941 dirigido por Walter Lang e protagonizado por Alice Faye, Carmen Miranda, John Payne, e Cesar Romero.

## Sinopse
A vendedora da loja Macy's, Nan Spencer (Alice Faye ), faz uma viagem de navio para Havana. A companhia de navegação pede a troca da passagem para outro navio, mas Nan é a única a recusar a oferta. A companhia pede que seu executivo Jay Williams (John Payne) a acompanhe de forma a garantir uma boa estada em Havana. Na cidade, o caçador de fortunas Monte Blanca (Cesar Romero), namorado de Rosita Rivas (Carmen Miranda), acha que Nan é uma ricaça e que poderá cobrir as suas dívidas de jogo. Jay percebe a trama de Monte Blanca e lhe dá o dinheiro necessário, desde que ele faça com que Nan aproveite o passeio. A vendedora descobre a tramóia e fica decepcionada com os dois. Mais tarde, ela descobre que está apaixonada por Jay e no final, todos acabam num clube noturno onde Rosita Rivas faz sua apresentação.

## Elenco
- Alice Faye como Nan Spencer
- Carmen Miranda como Rosita Rivas
- John Payne como Jay Williams
- Cesar Romero como Monte Blanca
- Cobina Wright como Terry McCracken
- George Barbier como Sr. Walter McCracken
- Sheldon Leonard como Boris
- Leonid Kinskey como Rafael
- Billy Gilbert como Arbolado
- Hal K. Dawson como Sr. Marks
- William B. Davidson como Capitão Moss
- Chris-Pin Martin como Motorista do vagão

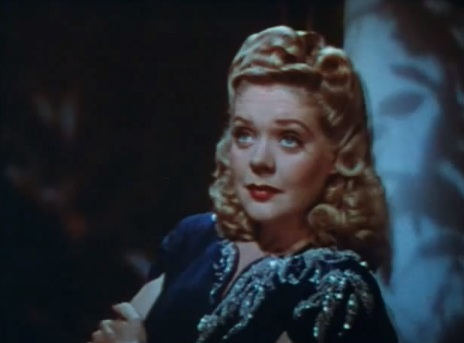
Alice Faye
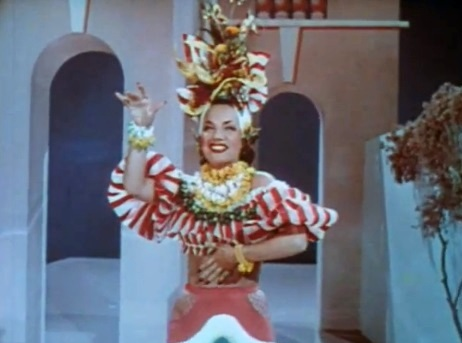
Carmen Miranda
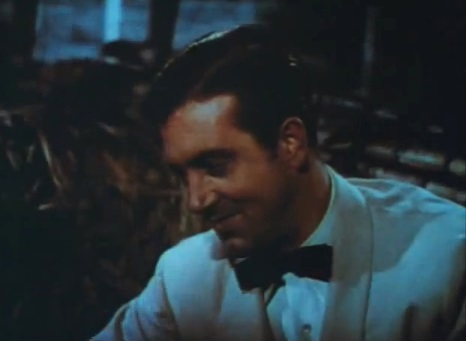
John Payne
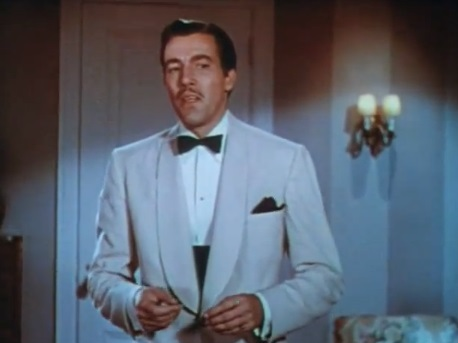
Cesar Romero

## Produção
Os títulos de trabalho deste filme foram Caribbean Cruise e Honeymoon in Havana. Segundo a coleção "Twentieth Century-Fox Produced Scripts", a atriz Betty Grable havia sido escalada para o papel de Nan Spencer. O produtor executivo, Darryl F. Zanuck, também sugeriu que Henry Fonda interpretasse o personagem Jay Williams. O ator Don Ameche estava previsto para ter um papel principal, mas a participação de ambos não foi confirmada.
Durante as filmagens, Alice Faye estava grávida e se afastou do cinema, retornando apenas em 1943 para estrelar Aquilo Sim Era Vida. A música "The Man with the Lollipop Song", interpretada por Natcho Galindo em espanhol e por Alice Faye em inglês, foi cortada da edição final do filme.

## Trilha sonora
- "A Week-End in Havana" (escrita por Harry Warren e Mack Gordon)  - interpretada por Carmen Miranda.
- "Rebola a Bola (Embolada)" (escrita por Aloysio de Oliveira, Brant Horta e Nestor Amaral) - interpretada por Carmen Miranda.
- "When I Love, I Love" (escrita por Harry Warren e Mack Gordon) - interpretada por Carmen Miranda.
- "Tropical Magic" (escrita por Harry Warren e Mack Gordon) - interpretada por Alice Faye, John Payne e depois  em instrumental por Leonid Kinskey.
- "Romance and Rhumba" (escrita por James V. Monaco e Mack Gordon) - intepretada por Alice Faye e Cesar Romero.
- "The Man with the Lollypop Song" (escrita por Harry Warren e Mack Gordon) - interpretada por Nacho Galindo.
- "The Nango (Nyango)" (escrita por Harry Warren e Mack Gordon) - interpretada por Carmen Miranda.
- "The World Is Waiting to Waltz Again" (escrita por Harry Warren e Mack Gordon).

## Lançamento
Week-End in Havana teve sua pré-estreia na cidade de Denver, Colorado, em 8 de outubro de 1941, e foi lançado nacionalmente nos Estados Unidos em 17 de outubro de 1941. A atmosfera escapista do filme ajudou a superar as expectativas de arrecadação. Ao ser lançado em Los Angeles, em dois cinemas (o State e o Chinese Theatre), tornou-se o filme mais rentável da semana, arrecadando 25 mil dólares, superando até Cidadão Kane.
No Brasil, o filme recebeu o título de Aconteceu em Havana e estreou em 5 de novembro de 1942.

## Recepção da crítica

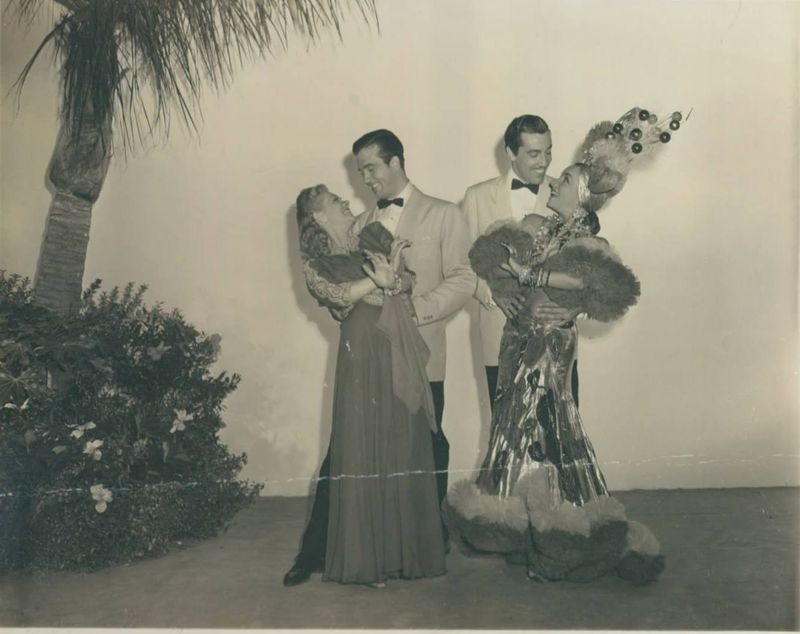
O elenco principal de Week-End in Havana.

A resenha de Bosley Crowther, do New York Times, sobre Week-End in Havana descreve o filme como uma fantasia cinematográfica típica da Hollywood da época, criada para atrair o público latino e promover uma visão idealizada de Havana. Ele observa que, como os filmes anteriores da Twentieth Century-Fox sobre cidades latino-americanas, Week-End in Havana oferece uma visão colorida e exagerada da cidade, repleta de casas noturnas, rumbas e figurinos extravagantes. Crowther reconhece que o filme segue uma fórmula familiar, com elementos e estrelas semelhantes aos vistos em produções anteriores da Fox ambientadas em Buenos Aires e no Rio de Janeiro, e destaca que isso não deve causar surpresa, já que se trata de uma "fantasia cinematográfica" criada para entretenimento. Quanto ao elenco e ao desempenho, Crowther elogia Carmen Miranda, destacando sua habilidade de se mover com energia contagiante, mesmo quando "parada no mesmo lugar", e a inclusão de números musicais vibrantes, como o final "The Nango", com Miranda e um grande grupo de dançarinos. Ele também menciona a música "Tropical Magic" de Alice Faye como uma das boas atrações do filme.
A resenha de Dave Kehr, no Chicago Reader, descreve Week-End in Havana como um musical da Fox de 1941, repleto de estrelas como Alice Faye, John Payne, Cesar Romero e Carmen Miranda. O filme é um triângulo romântico, com Faye no centro, enquanto Miranda é destacada como uma figura excêntrica e fascinante. Kehr menciona que o filme é filmado no Technicolor vibrante característico da Fox, e destaca a direção de Walter Lang, com a crítica fazendo referência a momentos de "ataques desconcertantes de bom gosto", sugerindo um filme leve e visualmente impressionante.
Uma crítica de 2006 do TCM.com sobre o lançamento Week-End in Havana em DVD pela Fox Home Entertainment destaca o charme do filme como uma comédia musical clássica da Fox. A crítica ressalta a atmosfera exótica e colorida do filme, com grande ênfase na performance de Alice Faye, que, mesmo com poucas músicas, brilha com seu estilo natural e caloroso. Carmen Miranda, com seu exuberante número de abertura, também se destaca. O filme é apreciado por sua qualidade técnica, com cenas de Havana filmadas em locação, e a restauração do DVD é elogiada. A crítica também destaca o trabalho de Jeanine Basinger no comentário do DVD, oferecendo insights sobre o filme, Alice Faye e a Fox da época. A Fox é elogiada por seu trabalho de preservação e lançamento de clássicos.